# Circuito Feminino Future de Tênis
Il Circuito Feminino Future de Tênis è un torneo professionistico di tennis giocato su campi in terra rossa. Fa parte dell'ITF Women's Circuit. Si gioca annualmente a Curitiba, Campinas, Ribeirão Preto, São José dos Campos e San Paolo in Brasile.

## Albo d'oro

### Singolare
| Anno     | Campionessa              | Finalista                | Punteggio     |
| -------- | ------------------------ | ------------------------ | ------------- |
| 2013     | Ana Clara Duarte         | Nathaly Kurata           | 6–1, 6–4      |
| 2014     | Stephanie Vogt           | Marina Mel'nikova        | 6–1, 6–4      |
| 2014 (2) | Irina-Camelia Begu       | Aleksandra Panova        | 6–2, 6–4      |
| 2014 (3) | Irina-Camelia Begu       | Aleksandra Panova        | 7–5, 4–6, 6–4 |
| 2014 (4) | Victoria Bosio           | Gabriela Cé              | 6–0, 7–5      |
| 2014 (5) | Paula Cristina Gonçalves | Maria Fernanda Alves     | 6–2, 3–6, 6–2 |
| 2014 (6) | Gabriela Cé              | Paula Cristina Gonçalves | 1–1 ritiro    |

### Doppio
| Anno     | Campionesse                                   | Finaliste                                   | Punteggio              |
| -------- | --------------------------------------------- | ------------------------------------------- | ---------------------- |
| 2013     | Carolina Meligeni Alves Leticia Vidal         | Maria Vitória Beirão Ana Clara Duarte       | 4–6, 6–4, [10–8]       |
| 2014     | Beatriz García Vidagany Dinah Pfizenmaier     | Mariana Duque Paula Cristina Gonçalves      | 7–6(10–8), 4–6, [10–8] |
| 2014 (2) | Ljudmyla Kičenok Aleksandra Panova            | Laura Thorpe Stephanie Vogt                 | 6–1, 6–3               |
| 2014 (3) | Irina-Camelia Begu Aleksandra Panova          | María Fernanda Álvarez Terán María Irigoyen | 6–4, 3–6, [11–9]       |
| 2014 (4) | Maria Fernanda Alves Ana Clara Duarte         | Gabriela Cé Eduarda Piai                    | 6–4, 4–6, [11–9]       |
| 2014 (5) | Maria Fernanda Alves Paula Cristina Gonçalves | Gabriela Cé Eduarda Piai                    | 7–6(7–0), 7–5          |
| 2014 (6) | Maria Fernanda Alves Paula Cristina Gonçalves | Carolina Alves Ingrid Gamarra Martins       | 6–2, 6–0               |